# Országos Kéktúra
Az Országos Kéktúra, gyakran egyszerűen csak Kéktúra, Magyarország északi tájain végighaladó, folyamatos, jelzett turistaút. Útvonala a Kőszegi-hegységben található Írott-kőtől a Zempléni-hegységben fekvő  Hollóházáig vezet.  Hossza 1172 km, amely azonban az útvonal esetenkénti módosításai miatt változhat. Az országos kék jelzés nemcsak Magyarország, de Európa első hosszútávú turistaútja is.
Ezen a néven egyúttal jelvényszerző túramozgalom is létezik, amely a turistaút teljesítését célozza. Az Országos Kéktúra (és a hozzá kapcsolódó Gyermek Kéktúra) teljesítését a Magyar Természetjáró Szövetség (MTSZ) teljesítői jelvénnyel ismeri el. Teljesítése sem időponthoz, sem időtartamhoz nincsen kötve, és nincsen nevezési díja sem, de az igazoló füzetért fizetni kell. Az Országos Kéktúra az MTSZ bejegyzett védjegye.
A jelvényszerző mozgalom szervezését, az útvonal jelzéseinek és bélyegzőhelyeinek karbantartását 1961 óta a Magyar Természetjáró Szövetség, azt megelőzően a Budapesti Lokomotív Sportkör Természetjáró Szakosztálya, a mai Lokomotív Turista Egyesület jogelődje kezelte. 1979-ben a magyar ismeretterjesztő filmtörténelem legismertebb és egyik legnépszerűbb sorozata, a Másfélmillió lépés Magyarországon végigkalauzolta a nézőket a festői útvonalon, kedvet csinálva ezáltal évente több száz embernek a kéktúrázáshoz. A lelkesedés azóta sem hagyott alább, sőt! A National Geographic 2020-ban a világ 25 leginkább ajánlott utazási célpontja közé sorolta az Országos Kéktúrát. 
Az Országos Kéktúra teljesítése gyalogosan, tetszőleges idő alatt történhet az útvonalkövetés és az útvonal-megszakítás szabályainak betartásával. A kéktúrázás akkor ér véget, amikor a kéktúra teljes útvonalát bejártuk, az igazolófüzetünkben lévő négyzetek pedig megteltek bélyegzőkkel és dátumokkal. Az igazolófüzetet a Magyar Természetjáró Szövetség (MTSZ) webshopjában és a viszonteladó partnereinél lehet beszerezni. Ha a teljesítés szabályszerű, akkor az MTSZ oklevelet és jelvényt nyújt át a teljesítőnek, annak hozzájárulását követően pedig felkerül a kéktúra teljesítők nyilvános listájára.
Az Országos Kéktúra és a Gyermekkéktúra szorosan összefügg egymással, hiszen ugyanaz az igazolófüzetük és az útvonaluk, sőt még a jelvényük között is sok hasonlóság van. A teljesítés szabályai azonban eltérnek, mégpedig az életkor és a megtett kilométerek tekintetében. A gyermekkéktúrázók alsó életkorhatára hat, a felső pedig tizennégy év. Ez azt jelenti, hogy a hatodik születésnap naptári évében már hivatalosan elkezdhető a gyermekkéktúrázás és annak az évnek a végééig folytatható, amíg betölti a gyermek a tizennegyedik életévét.
Az Országos Kéktúra, a Rockenbauer Pál Dél-dunántúli Kéktúra és az Alföldi Kéktúra együttesen alkotja az Országos Kékkört.

## Történelem

### Az országos kék jelzés kialakulása
Az országos kék jelzés története az 1930-as évekre nyúlik vissza. A turistajelzések egységesítésekor merült fel igényként, hogy a négy alapszín (kék, piros, sárga, zöld) közül az egyik alkosson egy tájegységeket összekötő, az országot átszelő turista főútvonalat. Az eredeti terv piros sáv jelzést tartalmazott, de mivel a kijelölt nyomvonalon már jelentős hosszban kék színnel voltak felfestve a jelzések, a Magyar Turista Szövetség végül a kék színt választotta.
1938-ban készült el az akkor még 910 km-es országos kék jelzésű turista út, dr. Cholnoky Jenő – a Magyar Turista Egyesület elnöke – kezdeményezésére. Írottkőtől a Tolvaj-hegyig a kék jelzést 10 év alatt (1928-1938) festették fel a Magyar Turista Szövetség tagegyesletei turistái.
1937-ben a Magyar Turista Szövetség vándorgyűlésén, Bugacon született meg a határozat, hogy a Szövetség fennállásának 25. évfordulóját 1938-ban az Országos Kék út megnyitásával ünnepli meg. Szent István király halálának 900. évfordulójára alkalmából a nyitótúrát Szent István turistavándorlásnak keresztelték el. A sikeres rendezvényt követően javaslat született a vándorlást ötévenkénti megrendezésére. E javaslat megvalósítását a világháborús események ellehetetlenítették. Szent István vándorlásra ezt követően csak 1988-ban és 2013-ban került sor.
A magyar területi revíziós sikerek következtében, különösen Kárpátalja illetve Észak-Erdély visszacsatolásával megkezdődött az országos kék jelzés meghosszabbítása a Kárpátokban, bekapcsolva az ország magashegységi vidékeit. 1942-43-ban jelentős szakaszokon készült el a kéktúra útvonala Kárpátalján és a Radnai-havasokban, valamint kisebb szakaszokon Székelyföldön. A jelzés felkapaszkodott Magyarország akkori legmagasabb pontjára, a 2303 méter magas Horthy-csúcsra is. Az új szakaszok azonban nem álltak össze egységes útvonallá, a teljes útvonal befejezését meghiúsította a világháború és az országrészek újbóli elvesztése.

### A túramozgalom elindulása

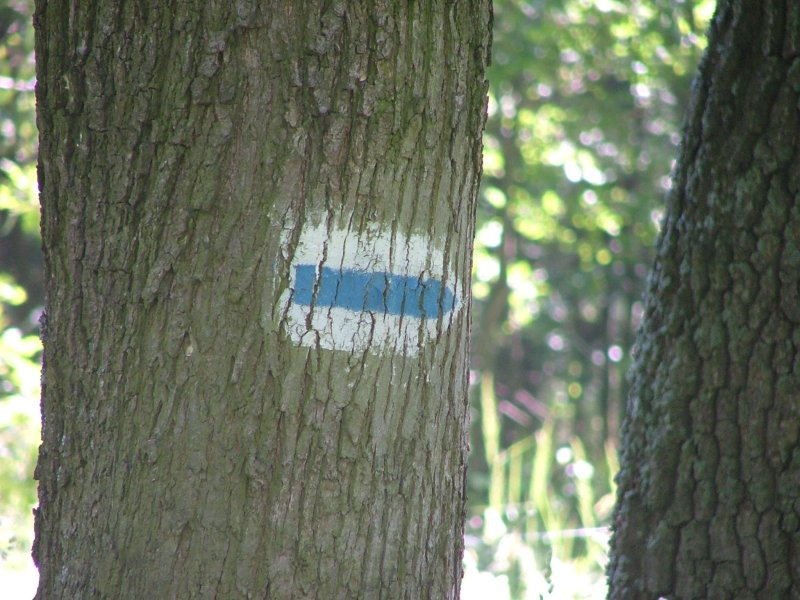
A kék jelzés végigvezet hazánk legszebb tájain

Az Országos Kéktúra jelvényszerző túramozgalmat – a második világháborút követően, az akkori „MHK (Munkára, harcra kész)” illetve az "Ismerd meg hazádat" mozgalom keretében – dr. Vizkelety László javaslatára a Budapesti Lokomotív Sportkör Természetjáró Szakosztály vezetősége (a Lokomotív Turista Egyesület jogelődje) (Bokody József, Forgó János, Thuróczy Lajos és dr. Vizkelety László) 1952 januárjában hirdette meg a szakosztály tagjai számára a Tapolcától a Zempléni-hegységben található Tolvajhegyig terjedő, összesen 25 szakaszra osztott, 852 km-es útvonalra.
Az ötletet – ahogyan azt dr. Vízkelety László „Az Országos Kéktúra és akik végigjárták” című könyvében olvashatjuk – a turista elődök nagy vállalkozása az 1938. évi Szent István vándorlás adta.
A Lokomotív Természetjáró Szakosztályának vezetői 1952 elején egy bükkszentléleki sítáborban vitatták meg a leendő túramozgalom tervét. Szerettek volna olyan új célt kitűzni sporttársaik elé, amely egyszerre megfogható, teljesíthető és élményt nyújtó feladatot ad. Így született meg az az elképzelés, amely az ország legszebb hegyi útjain, ösvényein vezetett országos kék turistajelzés egyénileg történő – időkorlátozás nélküli – bejárását tűzte ki célul a túra résztvevői számára.
Kezdetben a „lokósok” által meghirdetett túramozgalomban csak a szakosztály tagjai vehettek részt. A teljesítők a Tapolca és a Tolvaj-hegy között 25 túraszakaszra felosztott 852 km-es teljes útvonal bejárásáért kéktúra jelvényt, 15 szakaszért pedig karjelvényt (emblémát) kaptak. Az útjelző táblán kék sávjelzést tartalmazó szabálytalan négyszögű alakú jelvényt Vígh Tibor tervezte, amely formájával a végtelenbe nyúló távolságot szimbolizálja. A kibontakozó túramozgalom első teljesítője Horváth József volt, aki már a meghirdetés évében bejárta a teljes útvonalat, így ő vehette át elsőként az azóta ikonikussá vált zománc jelvényt, amely díjazás megjelenésében napjainkig alig változott.
1953 augusztusában a szakosztály Kéktúra Bizottsága – Bokody József összeállításában – megjelentette „Az Országos-kék túrák kézikönyve” füzetet, benne a teljesítés feltételeivel, szöveges leírással a 25 túra útvonaláról és a teljesítést igazoló túrajelentés mintájával. Az első teljesítőt többen is követték. 1953-ban 8 fő, közöttük Bokody József és dr. Vízkelety László is megkapta a kéktúra jelvényét. Az 1953. november 7-én és 8-án Dobogókőn megtartott II. Országos Vasutas Találkozó Szakbizottsága 13. számú határozatában meghirdette az Országos Kéktúra mozgalom beindítását a vasutas szakosztályok számára. Így 1954-ben a mozgalom már túlnőtt a szakosztály keretein, és lényegében országossá vált. 1954-ben összesen 24 fő fejezte be a meghirdetett kék útvonal bejárását, így közöttük 8 fő lokós tagként, további 16 fő pedig a többi vasutas egyesület tagjaként vehette át a kéktúra jelvényét.
1959-ben – Bokody József szerkesztésében és Sütő Nagy Attila összeállításában – új kéktúra füzet jelent meg a Vasutas Szakszervezet Sportosztálya kiadásában, ebbe már a bejárandó útvonalat bemutató térképvázlatok is kerültek. Közben megváltozott mindkét végpont, a Sümeg és a László tanya közötti távolság 881,9 kilométerre, a szint 23 920 méterre nőtt. E kiadványban a legfontosabb látnivalók – várak, templomok, kastélyok stb. – is ismertetésre kerültek. 1960-tól már más szakmák természetjárói is megszerezhették az Országos Kéktúra vasutas jelvényét. A túramozgalom követelményeit az első 10 évben mintegy félszázan teljesítették.

### Az MTSZ szervezésében
A kéktúrázás egyre népszerűbbé vált, egyre több nem vasutas szakosztály is kérelmezte, hogy bekapcsolódhassanak a mozgalomba. A Magyar Természetbarát Szövetség (MTSZ) felkarolta az Országos Kéktúra mozgalmat és 1961-ben átvette a túra szervezését és irányítását. A Szövetség – Sütő Nagy Attila vezetésével – megalakította saját Kéktúra Bizottságát, új igazolófüzet és egy kissé módosított jelvény is készült. Az MTSZ által kiadott első kéktúrás jelvényt Völgyi Flórián, a Diósgyőri VTK turistája érdemelte ki. 1964-re a kéktúrázás oly népszerűvé vált, hogy az Állami Könyvterjesztő Vállalat kezdeményezésére „Az Országos Kék-túra útvonala mentén” címmel a Sümegtől a Nagy-Milicig terjedő útvonal minden korábbinál részletesebb leírását magába foglaló  (Thuróczy Lajos szerkesztésében, színes nyomvonalvázlat-melléklettel) nagy példányszámú útikalauz jelent meg.
1975-ben meghosszabbították az utat a Velem fölé magasodó, Kőszegi-hegység egyik magaslatán álló Szent Vid templomig. A túraútvonal nyugati végét egy emlékművel jelölték meg, amely ma is áll a templom mögött. 
1976-ban az MTSZ Kéktúra Bizottsága kiadásában – ismételten Sütő Nagy Attila vezetése mellett – új kéktúrás igazolófüzet jelent meg, és ebben már az Országos Kéktúra végpontja Velem község határában lévő Szent Vid kápolna mellé került. Az így meghosszabbított útvonal (1083 km és 26 680 m szint) újból érinthette az osztrák–magyar határ közelében fekvő Kőszegi-hegységet, ahová még a háborút megelőző időkben vezetett. A szövetség létrehozta a kevesebb szakaszt és kilométert tartalmazó Úttörő Kéktúrát, amely ma hasonló kiírásban Gyermekkéktúra néven hivatott népszerűsíteni a természetjárást a legfiatalabbak körében.
1979. július 31. és október 14. között a Magyar Televízió tíztagú forgatócsoportja, Peták István szerkesztő és Rockenbauer Pál rendező irányításával, turistamód, azaz gyalog járta be az országos kék útvonalát. A stáb keletről nyugatra 77 nap alatt teljesítette a fordulatszámláló kerék által mért 1124 kilométert. Az út során forgatott nyersanyagból készült el a Másfélmillió lépés Magyarországon című 14 részes film, mely az egész magyar társadalmat megismertette az Országos Kéktúrával. Útifilmjük mérföldkővé vált az Országos Kéktúra történetében. A vasfüggöny miatt az Írott-kő magyar oldalról nem volt látogatható – mint ahogy a hegység határsávba eső területei sem – egészen 1989-ig. A határsáv 1989-es megszűntével az útvonal új végpontja az Írott-kő kilátó lett.

1988-ban jelent meg az újabb kéktúra igazolófüzet Légrády Márton és Miltényi Ferenc szerkesztésében. Ez esetben a keleti végpont változott, az útvonal kezdete a László tanyáról Hollóháza település központjába került. A következő igazoló füzet kiadásra 1996-ban került sor, ekkor Bozó András és Pálmai Vencel szerkesztésében jelent meg a kiadvány. A nyugati végpont a kilencvenes években került vissza az Írott-kőre, a Kőszegi-hegység legmagasabb pontjára. Az 1996-ban megjelent kéktúra igazolófüzetben az Országos Kéktúra útvonalának teljes hossza 1128,2 km-re nőtt, a túrákon teljesítendő szint pedig 32 ezer méter fölé emelkedett. 

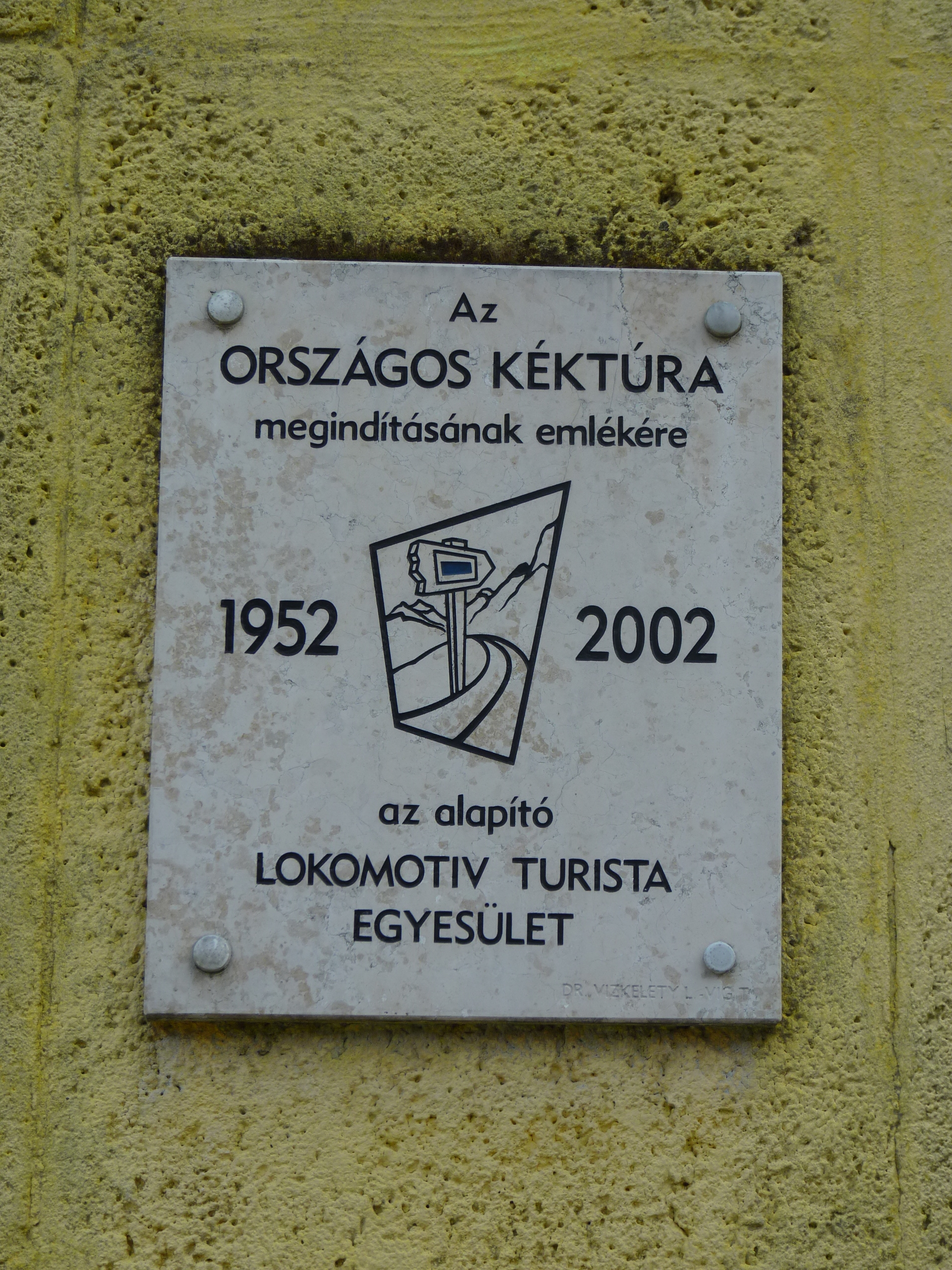
Emléktábla az Országos Kéktúra megindításának 50. évfordulójára a Gyermekvasút Hűvösvölgy állomásán

 A Másfélmillió lépés Magyarországon forgatócsoportja 1986 második felében ismét útra kelt. Az akkori nyugati végpontból, Velemtől indulva 42 nap alatt 680 km-t gyalogolva jutottak el Szekszárdig. Elkészült az „...és még egymillió lépés” című második gyalogfilm, mely a dél-dunántúli régióval ismertette meg a nézőket. Az Országos Kéktúra sikere és népszerűsége felvetette további kéktúrák kiírását, létrehozását. Megszületett a terv az út további bővítésére, ismét egy film, a Rockenbauer Pál emlékének dedikált Kerekek és lépések kapcsán. 1989-ben megszületett Dél-dunántúli Kéktúra (később Rockenbauer Pál Dél-dunántúli Kéktúra). 1992-ben felfestették Szekszárdtól Öttömösig a Bács-Kiskun megyei kék jelzést, a következő nagy egység, az Alföldi Kéktúra első szakaszát. Majd Csongrád megye és a keleti megyék is, egymás után csatlakoztak saját útvonalukkal, míg a Millecentenárium évére (1996) elkészült a hatalmas kör, összeért a Kék út nyugati és keleti vége, teljes egésszé formálva ezzel az Országos Kékkört. A három kéktúra útvonallal immár kialakult az ország turista-főútvonala, a több mint 2500 km hosszú Országos Kékkör.
A Vasutas Természetjárók Szövetsége 2000. május 13-án „Országos Kéktúra egy nap alatt” elnevezéssel országos rendezvényt szervezett a vasutas turista közösség számára, amelyen Rósa László főrendező koordinálásával 30 vasutas turista egyesület tagjai egy napon bejárták a kéktúra 52 szakaszra osztott teljes útvonalát.
A Lokomotív Turista Egyesület a túramozgalom megalapításának 50. évfordulója alkalmából 2002. november 9-én Országos Kéktúra emléktáblát helyezett el a hűvösvölgyi Gyermekvasút épületén.
A Magyar Természetjáró Szövetség 2011-ben az Országos Kéktúra 1961-ben történt átvételének 50. évfordulóját jubileumi Kéktúra vándorlással ünnepelte meg. Az OKT 50 vándorlás július 14-én indult Írott-kőről és augusztus 13-án fejeződött be Hollóházán. A Lokomotív Turista Egyesület az Országos Kéktúra megalapításának 60. évfordulója alkalmából 2012. május 11-én Hűvösvölgyben emléktáblát helyezett el dr. Vízkelety László, a Kéktúra mozgalom kezdeményezője emlékére.

## A Kéktúra kapcsolata az európai túramozgalmakkal

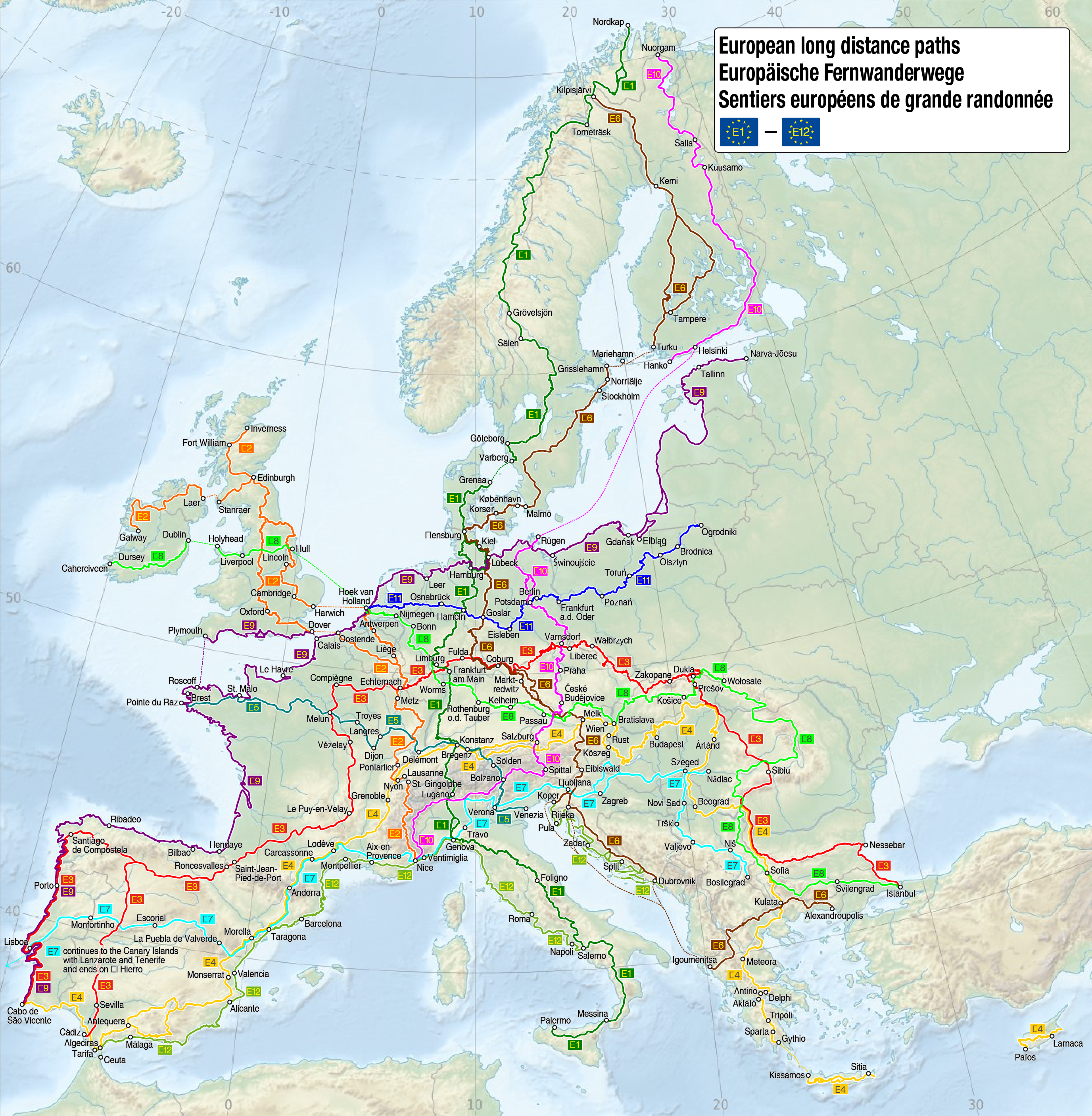
Az Európai Hosszútávú Vándorutak térképe

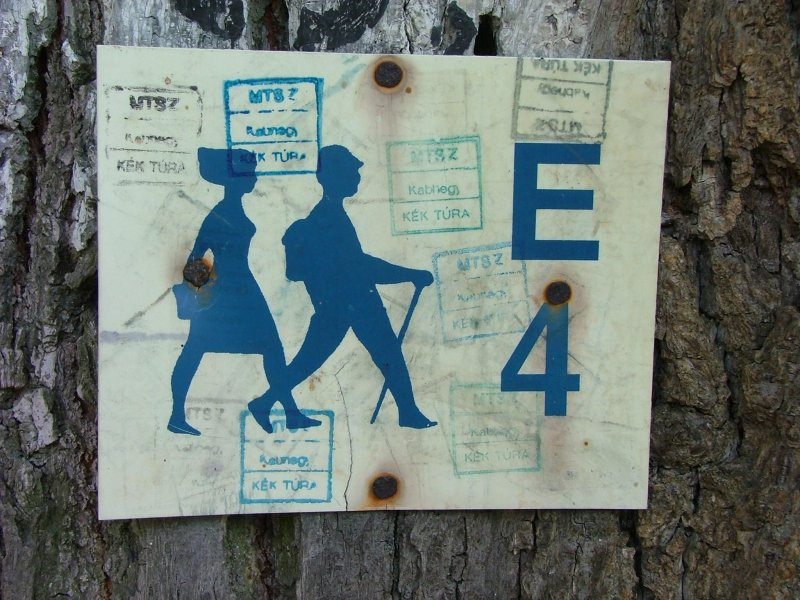
Bélyegzési pont a Kab-hegy környékén

Itthoni kiépülésével párhuzamosan az 1980-as évektől kezdve a Kékkör útvonala fokozatosan integráns részévé vált az európai hosszútávú turistaút hálózatnak. 1980. október 26-án a keletnémet, a lengyel, a csehszlovák és a magyar szövetségek Zakopanéban határozatot hoznak az EB (Eisenach–Budapest) vagy más néven Barátság nemzetközi hegyi túra létrehozásáról, melynek zárószakaszává vált az Országos Kéktúra keleti fele. Az évtized végére az EWV-vel kialakuló kapcsolatoknak köszönhetően, a nyugati szakasz vált az E4 keleti végévé. Az akkori tervek messze estek a mára megvalósult állapottól, azóta az EB út is megszűnt. Az E4 magába foglalja a teljes Országos Kéktúra mellett az Alföldi Kéktúra északkeleti szakaszát is, ez utóbbi a teljesen átdolgozott E3 út részét is képezi egyben. Az 1990-es éveket beárnyékoló délszláv háború miatt, az eredetileg Jugoszlávián áthaladó E7 utat is át kellett tervezni. E tekintetben pedig a Kékkör frissen elkészült délmagyarországi szakaszai (Dél-dunántúli Kéktúra, Alföldi Kéktúra) jöttek számításba. 1998 nyarára elkészültek a szlovén és a román határig tartó bekötőutak is, a „hivatalos átadás” azonban még 3 évet váratott magára, mígnem 2001-ben az Európa-túra megrendezésével az E7 magyarországi szakaszán is végighaladt a nagy nemzetközi vándorlás 5. számú stafétája.

## Útvonal
Az Országos Kéktúra szakaszai:
| Szakasz | Végpontok (-tól, -ig)           |
| ------- | ------------------------------- |
| OKT-01  | Írott-kő – Sárvár               |
| OKT-02  | Sárvár– Sümeg                   |
| OKT-03  | Sümeg – Keszthely               |
| OKT-04  | Keszthely – Tapolca             |
| OKT-05  | Tapolca – Badacsonytördemic     |
| OKT-06  | Badacsonytördemic – Nagyvázsony |
| OKT-07  | Nagyvázsony – Városlőd          |
| OKT-08  | Városlőd – Zirc                 |
| OKT-09  | Zirc – Bodajk                   |
| OKT-10  | Bodajk – Szárliget              |
| OKT-11  | Szárliget – Dorog               |
| OKT-12  | Dorog – Piliscsaba              |
| OKT-13  | Piliscsaba – Hűvösvölgy         |
| OKT-14  | Hűvösvölgy – Rozália téglagyár  |
| OKT-15  | Rozália téglagyár – Dobogó-kő   |
| OKT-16  | Dobogó-kő – Visegrád            |
| OKT-17  | Nagymaros – Nógrád              |
| OKT-18  | Nógrád – Becske                 |
| OKT-19  | Becske – Mátraverebély          |
| OKT-20  | Mátraverebély – Mátraháza       |
| OKT-21  | Mátraháza – Sirok               |
| OKT-22  | Sirok – Szarvaskő               |
| OKT-23  | Szarvaskő – Putnok              |
| OKT-24  | Putnok – Bódvaszilas            |
| OKT-25  | Bódvaszilas – Boldogkőváralja   |
| OKT-26  | Boldogkőváralja – Nagy-nyugodó  |
| OKT-27  | Nagy-nyugodó – Hollóháza        |
|         | Összesen:                       |

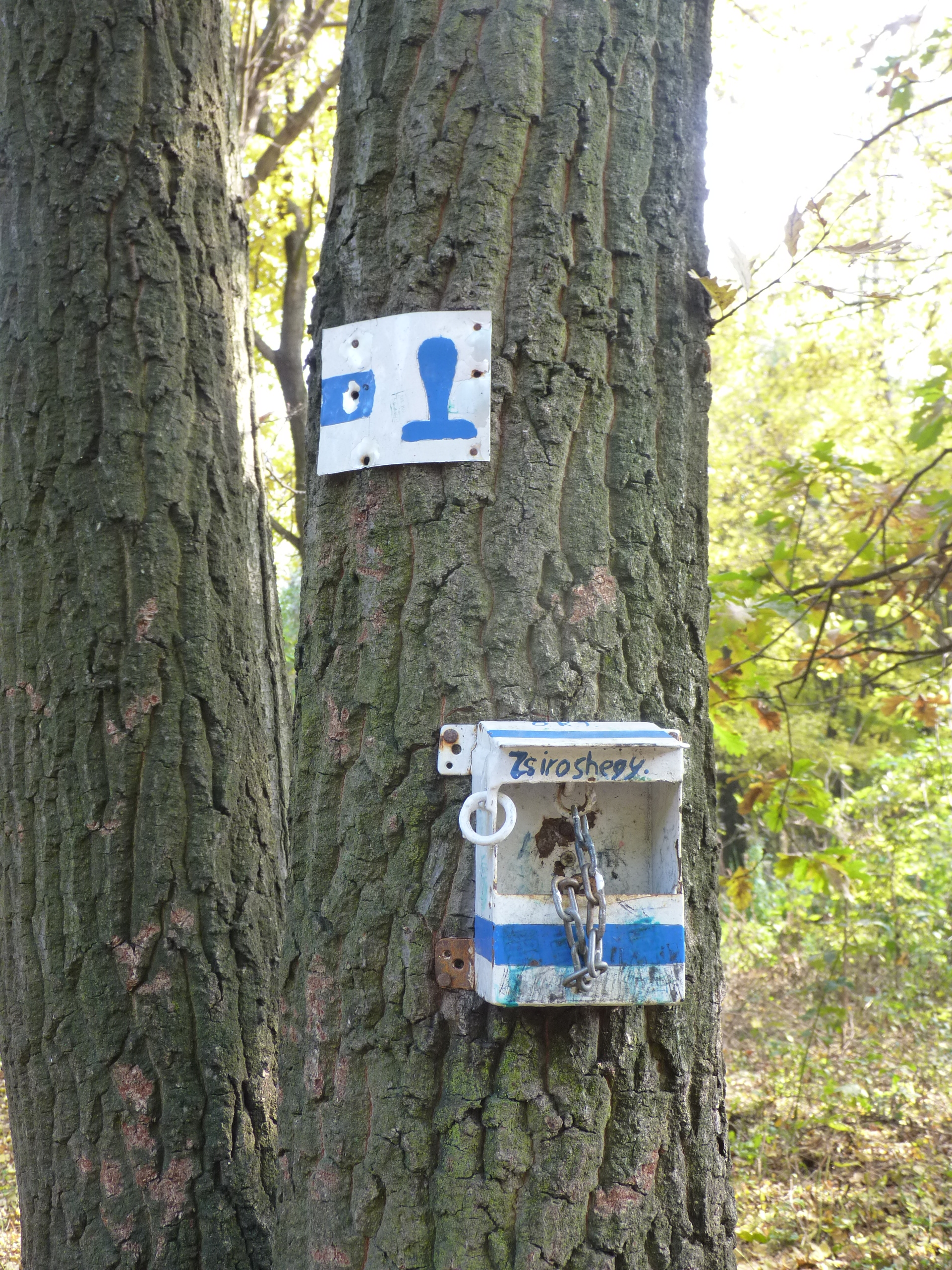
Kéktúra-pecsét a Zsíros-hegyen

Az aktuális bélyegzőhelyeket valamint a naprakész nyomvonalat és egyéb kapcsolódó információkat a Magyar Természetjáró Szövetség által kezelt hivatalos honlapon lehet megtalálni.

## Teljesítők
A Magyar Természetjáró Szövetség statisztikája 1961-től tartalmazza a teljesítők számát, ebben az évben 5 főt. 1962-ben már 84, 1963-ban 87 fő teljesítette az Országos Kéktúrát; számuk 1966-ban 168 fővel tetőzött. Ezt követően évente jellemzően 70–130 fő járta végig a kéket. Ez a szám már a rendszerváltás előtt enyhén csökkenő tendenciát mutatott, de mélypontját 1991-ben (41 fő), illetve 1995-ben (37 fő) érte el. Azóta azonban dinamikus növekedésnek indult, és 2012-ben először átlépte a 200 főt, 2015-ben pedig addigi csúcspontját érte el 231 fővel, 2019-ben pedig meghaladta a 400 főt. A teljesítők listája a Magyar Természetjáró Szövetség által kezelt hivatalos honlapon érhető el. A névsorban azoknak a neveit tüntetik fel, akik hozzájárultak a nyilvánosságra hozatalukhoz.